# Чемпионат Европы по биатлону 2024
Тридцать первый Открытый чемпионат Европы по биатлону 2024 года (англ. IBU Open European Championships 2024) прошёл с 24 по 28 января 2024 года в Национальном биатлонном центре около деревни Осрблье в 14 километрах к юго-западу от города Брезно в центральной Словакии. Биатлонные трассы расположены на высоте от 595 до 680 м. Осрблье однажды уже принимало чемпионат Европы в 2012 году. Здесь также неоднократно проводились этапы Кубка мира (в 1996, 1998, 2001, 2002, 2003, 2005 годах), Чемпионат мира в 1997 году, юниорский чемпионат мира в 1994 и 2019 годах, летний чемпионат мира в 1998, 2004 и 2023 годах.
Ради участия в чемпионате свою карьеру возобновила трёхкратная олимпийская чемпионка, уроженка России, словацкая биатлонистка Анастасия Кузьмина. Проход на стадион в первый день чемпионата был бесплатный, в последующие — 7 евро. В перерывах между гонками состоялись концерты музыкальных групп и выступления комиков. Чемпионат Европы, результаты которого входят в зачёт кубка IBU, является главным стартом сезона для спортсменов, выступающих на кубке.
В дни чемпионата температура в Осрблье поднималась выше нуля. Для проведения гонок организаторам пришлось заготовить 15 тысяч кубометров снега. Как резервный план рассматривался вариант сокращения длины трассы — в мужской индивидуальной гонке были согласованы шесть кругов по 3,3 км вместо обычных пяти по 4 км.
На чемпионат приехали 32 национальных сборных, в том числе сборные США, Канады, Мексики, Казахстана, Монголии, Австралии, Бразилии и Аргентины. Спортсмены из России и Беларуси были отстранены от соревнований. Разыгрывались 8 комплектов медалей: по две в индивидуальных гонках, спринте и преследовании и по одной в смешанной и одиночной смешанной эстафете.
Гонки чемпионата транслировались телекомпанией Šport RTVS.
Чемпионат Европы среди юниоров пройдёт с 7 по 11 февраля в Якушице, Польша.

## Общий медальный зачет
| Место | Страна   | 1 | 2 | 3 | Всего |
| ----- | -------- | - | - | - | ----- |
| 1     | Норвегия | 6 | 5 | 2 | 13    |
| 2     | Франция  | 1 | 1 | 2 | 4     |
| 3     | Швеция   | 1 | 0 | 0 | 1     |
| 4     | Румыния  | 0 | 1 | 0 | 1     |
| 4     | Молдова  | 0 | 1 | 0 | 1     |
| 6     | Словакия | 0 | 0 | 1 | 1     |
| 6     | Украина  | 0 | 0 | 1 | 1     |
| 6     | Италия   | 0 | 0 | 1 | 1     |
| 6     | Австрия  | 0 | 0 | 1 | 1     |
| Всего |          | 8 | 8 | 8 | 24    |

## Результаты гонок чемпионата
| Гонка | Мужчины | Женщины |
| --- | --- | --- |
| Индивидуальная гонка 1. 24 января 2024 (12.30 МСК) Мужчины: 20 км 2. 24 января 2024 (16.30 МСК) Женщины: 15 км  | 1. Вебьорн Сёрум 51:32.7 (0+0+0+0) 2. Йохан-Олав Ботн +1:09.7 (2+0+0+0) 3. Мартин Улдаль + 1:44.9 (0+0+0+1) 4. Мартин Невланд +1:57.9 (1) 5. Исак Фрей +2:13.1 (1) 6. Винсент Боначчи +2:27.9 (0) 7. Матс Эвербю +2:48.5 (2) 8. Мальте Стефанссон +3:16.9 (1) 9. Андрей Расторгуев +3:28.6 (3) 10. Максим Жермен +3:45.7 (1) Финишный протокол | 1. Марен Киркёде 41:26.2 (0+0+0+0) 2. Алина Стремоус +46.5 (0+0+0+0) 3. Эма Капустова + 59.1 (0+0+0+0) 4. Ида Лиен +2:03.4 (3) 5. Марион Визенсартер +2:04.8 (1) 6. Энни Линд +2:10.4 (0) 7. Лидия Жураускайте +2:11.5 (1) 8. Беатриче Трабукки +2:15.2 (1) 9. Осеан Мишлон +2:15.8 (2) 10. Штефани Шерер +2:23.1 (1) Финишный протокол |
| Спринт 1. 26 января 2024 (13.00 МСК) Мужчины: 10 км 2. 26 января 2024 (16.30 МСК) Женщины: 7,5 км               | 1. Антонен Гигонна 22:51.9 (0+0) 2. Йохан-Олав Ботн +14.5 (1+1) 3. Исак Фрей +16.7 (1+0) 4. Андрей Расторгуев +25.5 (1) 5. Вебьорн Сёрум +32.3 (2) 6. Тео Гийяр-Полле +32.9 (1) 7. Матс Эвербю +36.0 (1) 8. Мартин Улдаль +36.2 (1) 9. Даниэле Каппеллари +47.6 (0) 10. Мартин Невланд +48.9 (1) Финишный протокол                             | 1. Ида Лиен 19:11.5 (0+0) 2. Марен Киркёде +14.0 (0+0) 3. Кристина Дмитренко +35.3 (0+0) 4. Анна-Карин Хайденберг +40.8 (0+0) 5. Дженни Энодд +40.9 (0+0) 6. Эмили Калкенберг +43.8 (1) 7. Алина Стремоус +50.2 (1) 8. Леа Майер +50.6 (1) 9. Осеан Мишлон +50.8 (1) 10. Линда Цингерле +51.4 (0) Финишный протокол                     |
| Гонка преследования 1. 27 января 2024 (13.00 МСК) Мужчины: 12,5 км 2. 27 января 2024 (16.00 МСК) Женщины: 10 км | 1. Исак Фрей +32.42.1 (1+0+0+2) 2. Дмитрий Шамаев +12.3 (0+0+0+0) 3. Антонен Гигонна +26.0 (1+0+4+0) 4. Вебьорн Сёрум +50.8 (6) 5. Матс Эвербю +58.5 (4) 6. Мартин Невланд +1:04.1 (4) 7. Дмитрий Пидручный +1:10.1 (2) 8. Мартин Улдаль +1:19.1 (5) 9. Тео Гийяр-Полле +1:21.4 (5) 10. Ренарс Биркенталс +1:22.0 (1) Финишный протокол        | 1. Марен Киркёде 29:49.9 (1+0+0+1) 2. Эмили Калкенберг +11.1 (1+0+0+1) 3. Осеан Мишлон +27.1 (0+1+0+1) 4. Ида Лиен +28.5 (4) 5. Марлене Фихтнер +35.9 (0) 6. Йоханна Скотхейм +49.9 (2) 7. Анастасия Меркушина +57.3 (0) 8. Марте Кракстад Йохансен +58.5 (2) 9. Анна Андексер +1:10.5 (2) 10. Леа Майер +1:26.9 (4) Финишный протокол  |
| Смешанная эстафета 1. 28 января 2024 (12.45 МСК) Женщины + Мужчины: 2х6 + 2х6 км                                | 1. Норвегия 1:04:23.3 (1+7) (Исак Фрей, Йохан-Олав Ботн, Ида Лиен, Марен Киркёде) 2. Франция +14.6 (1+7) (Тео Гийяр-Полле, Антонен Гигонна, Осеан Мишлон, Камиль Бене) 3. Италия +53.8 (0+5) (Никола Романин, Николо Бетемпс, Беатриче Трабукки, Ханна Аухенталлер) Финишный протокол                                                          | 1. Норвегия 1:04:23.3 (1+7) (Исак Фрей, Йохан-Олав Ботн, Ида Лиен, Марен Киркёде) 2. Франция +14.6 (1+7) (Тео Гийяр-Полле, Антонен Гигонна, Осеан Мишлон, Камиль Бене) 3. Италия +53.8 (0+5) (Никола Романин, Николо Бетемпс, Беатриче Трабукки, Ханна Аухенталлер) Финишный протокол                                                   |
| Одиночная смешанная эстафета 1. 28 января 2024 (16.00 МСК) Женщины + Мужчины: 2×3 + 2×3,75 км                   | 1. Швеция 41:50.1 (0+6) (Антон Иварссон, Сара Андерссон) 2. Норвегия +13.9 (1+14) (Вебьорн Сёрум, Эмили Калкенберг) 3. Австрия +43.9 (0+9) (Патрик Якоб, Кристина Оберталер) Финишный протокол | 1. Швеция 41:50.1 (0+6) (Антон Иварссон, Сара Андерссон) 2. Норвегия +13.9 (1+14) (Вебьорн Сёрум, Эмили Калкенберг) 3. Австрия +43.9 (0+9) (Патрик Якоб, Кристина Оберталер) Финишный протокол |